# Vézières
Vézières és un municipi francès situat al departament de la Viena i a la regió de la Nova Aquitània. L'any 2007 tenia 350 habitants.

## Demografia

### Població
El 2007 la població de fet de Vézières era de 350 persones. Hi havia 148 famílies de les quals 40 eren unipersonals (16 homes vivint sols i 24 dones vivint soles), 56 parelles sense fills, 44 parelles amb fills i 8 famílies monoparentals amb fills.
La població ha evolucionat segons el següent gràfic:
Habitants censats

### Habitatges
El 2007 hi havia 182 habitatges, 145 eren l'habitatge principal de la família, 16 eren segones residències i 21 estaven desocupats. 165 eren cases i 9 eren apartaments. Dels 145 habitatges principals, 115 estaven ocupats pels seus propietaris, 26 estaven llogats i ocupats pels llogaters i 4 estaven cedits a títol gratuït; 4 tenien una cambra, 11 en tenien dues, 31 en tenien tres, 38 en tenien quatre i 61 en tenien cinc o més. 120 habitatges disposaven pel capbaix d'una plaça de pàrquing. A 51 habitatges hi havia un automòbil i a 81 n'hi havia dos o més.

### Piràmide de població
La piràmide de població per edats i sexe el 2009 era:
| Homes | Edats   | Dones |
| ----- | ------- | ----- |
| 0     | 95 o +  | 0     |
| 0     | 90 a 94 | 0     |
| 4     | 85 a 89 | 0     |
| 4     | 80 a 84 | 4     |
| 0     | 75 a 79 | 12    |
| 20    | 70 a 74 | 8     |
| 4     | 65 a 69 | 4     |
| 8     | 60 a 64 | 12    |
| 4     | 55 a 59 | 4     |
| 0     | 50 a 54 | 4     |
| 16    | 45 a 49 | 20    |
| 16    | 40 a 44 | 12    |
| 20    | 35 a 39 | 28    |
| 8     | 30 a 34 | 20    |
| 0     | 25 a 29 | 0     |
| 12    | 20 a 24 | 4     |
| 36    | 15 a 19 | 20    |
| 4     | 10 a 14 | 24    |
| 4     | 5 a 9   | 24    |
| 8     | 0 a 4   | 4     |

## Economia
El 2007 la població en edat de treballar era de 222 persones, 169 eren actives i 53 eren inactives. De les 169 persones actives 146 estaven ocupades (77 homes i 69 dones) i 23 estaven aturades (8 homes i 15 dones). De les 53 persones inactives 24 estaven jubilades, 14 estaven estudiant i 15 estaven classificades com a «altres inactius».

### Ingressos
El 2009 a Vézières hi havia 146 unitats fiscals que integraven 350 persones, la mediana anual d'ingressos fiscals per persona era de 15.986 €.

### Activitats econòmiques
Dels 6 establiments que hi havia el 2007, 2 eren d'empreses de fabricació d'altres productes industrials, 1 d'una empresa de construcció, 1 d'una empresa de comerç i reparació d'automòbils, 1 d'una empresa d'informació i comunicació i 1 d'una empresa de serveis.
L'únic servei als particulars que hi havia el 2009 era un taller de reparació d'automòbils i de material agrícola.
L'any 2000 a Vézières hi havia 29 explotacions agrícoles que ocupaven un total de 1.513 hectàrees.

## Equipaments sanitaris i escolars
El 2009 hi havia una escola elemental integrada dins d'un grup escolar amb les comunes properes formant una escola dispersa.

## Poblacions més properes
El següent diagrama mostra les poblacions més properes.